# Northfleet
Northfleet är en stad i grevskapet Kent i sydöstra England. Staden ligger i distriktet Gravesham, direkt väster om Gravesend. Tätorten (built-up area) hade 29 890 invånare vid folkräkningen år 2021. Northfleet nämndes i Domedagsboken (Domesday Book) år 1086, och kallades då Norfluet.